# Fara (departement)
Fara is een van de 10 departementen van de Burkinese provincie Balé. De hoofdstad is Fara.

## Geografie
Het departement bestaat uit de volgende steden en gemeentes:
- Fara (hoofdplaats)
- Bilatio
- Bouzourou
- Daho
- Dakayes
- Diansi
- Fitien
- Kabourou
- Kapa
- Karaba
- Konzena
- Koumbia
- Laro
- Nabou-nouni
- Nabou-peulh
- Nanano
- Naouya
- Nasma
- Nasséné
- Pomain
- Sadon-bobo
- Tialla
- Ton
- Toné

## Bevolking
In 1996 leefden er 35.120 mensen in het departement.
Bagassi · Bana · Boromo · Fara · Oury · Pâ · Pompoi · Poura · Siby · Yaho